# Borneolo
Il borneolo è un composto organico biciclico appartenente alla famiglia dei terpeni. In questo composto il gruppo ossidrilico è sistemato in posizione endo. L'isoborneolo è il corrispondente isomero eso.
Il borneolo è facilmente ossidabile nel corrispondente chetone, la canfora. Uno dei suoi nomi storici è "canfora del Borneo", da cui il nome attuale.
Il borneolo può essere sintetizzato per riduzione della canfora secondo la reazione di Meerwein-Ponndorf-Verley. La riduzione della canfora con sodio boroidruro produce invece l'isoborneolo.
Del borneolo esistono due enantiomeri, ciascuno contraddistinto da un proprio numero CAS. L'enetiomero presente in natura è quello destrogiro e lo si trova in diverse specie di Artemisia, Dipterocarpaceae, Blumea balsamifera e Kaempferia galanga.
Il borneolo trova impiego nella medicina tradizionale cinese. Viene anticamente menzionato nel Běncǎo Gāngmù.
Il borneolo è contenuto in molti oli essenziali ed è un repellente per gli insetti.